# Ismene (filla de l'Asop)
D'acord amb la mitologia grega, Ismene (en grec antic Ἰσμήνη) va ser una nimfa, filla del déu-riu Asop i de la nàiade Mètope. S'uní amb Argos, rei del Peloponès, i va ser mare de Iasos.